# Brad Knighton
Brad Burton Knighton (* 6. Februar 1985 in Hickory, North Carolina) ist ein US-amerikanischer Fußballspieler. Der Torwart spielt aktuell bei den Vancouver Whitecaps in der Major League Soccer.

## Karriere

### Jugend und College
Knighton spielte vier Jahre für die College-Mannschaft der UNC-Wilmington. 2006 spielte er auch für die Indiana Invaders in der USL Premier Development League.

### Profikarriere
Er wurde von keiner MLS-Mannschaft gedraftet, absolvierte aber ein Probetraining bei New England Revolution in der Vorbereitung auf die MLS Saison 2007. Er überzeugte die Revs und bekam einen „developmental contract“. Damit war er der erste Spieler in der MLS, der von der UNC-Wilmington stammte.
Nachdem er anderthalb Jahre hinter Matt Reis und Doug Warren auf der Position des dritten Torhüters verbracht hatte, wurde er 2. Juli 2008 an die Portland Timbers, welche in der USL First Division spielten, ausgeliehen. Durch diese Ausleihe konnte er weitere Spielerfahrung sammeln, da er bei Revolution noch keinen Einsatz verbuchen konnte.
In der Saison 2009 absolvierte er gleich am ersten Spieltag sein Debüt in der Major League Soccer. Die Partie gegen die New York Red Bulls endete 1:1. Insgesamt absolvierte 6 Spiele in dieser Saison.
Im MLS Expansion Draft 2009 wurde von Philadelphia Union ausgewählt. Sein erster Einsatz für Union war ein Freundschaftsspiel gegen Manchester United, wo er eine Halbzeit lang spielte und keinen Gegentreffer kassierte. Am 8. August 2010 gab er sein Ligadebüt für Philadelphia im Auswärtsspiel gegen den FC Dallas, wurde aber in der 22. Minute wegen Meckerns vom Platz gestellt. In den nächsten Spielen konnte er überzeugen und war so Stammkeeper für die restlichen Spiele in der Saison 2010.
Am 25. Januar 2011 wurde Knighton von Philadelphia freigestellt. Im April 2011 wechselte er zu den Carolina RailHawks in die zweitklassige North American Soccer League.
Im Januar 2012 wechselte er zu den Vancouver Whitecaps in die MLS.